# 百万ドルの饗宴
『百万ドルの饗宴』（ひゃくまんドルのきょうえん）は、1963年10月17日から1966年10月13日まで日本テレビ系列局で放送されていた日本テレビ製作の歌謡番組である。初回からカラー放送。

## 概要
日本のレギュラー歌謡番組では初の1時間編成を行った番組で、日本テレビがスタジオ契約を結んでいる後楽園ホールからの放送である。同ホールは1963年8月5日にカラー化が完成しており、これに伴い、当時同ホールから放送している「私のクイズ」、「歌のグランプリショー」、「底ぬけ脱線ゲーム」等がカラー化された。当番組もこれを受け、初回からカラー放送を行っている。
番組は、歌謡番組では初の1時間編成になることや初回からカラー放送になることも考慮して、各レコード会社の人気歌手を一同に集め、番組をデラックス化しようとして企画された。ところが、企画段階で日本音楽事業者協会が「たくさんの人気歌手を公開ホール（後楽園ホール）で見せられたのでは、歌手の地方公演に客が入らなくなる」と日本テレビに抗議してきた。そこで日本テレビは番組に「新人コーナー」を設け、各社の新人歌手を持ち回りで出演させることで音事協を納得させた。
尚、初回の1963年10月17日及び翌週の24日は2週に渡り「前夜祭」が放送され、3週目の(10月)31日から通常放送となっている。

## 放送時間
いずれも日本標準時。20:00 - 21:26にプロ野球ナイター中継が行われる日には放送を休止。
- 木曜 20:00 - 20:56 （1963年10月17日 - 1965年4月）
  - テレビ西日本は日本テレビ系時代（1964年9月まで）も、『三匹の侍』（フジテレビ）を同時ネットしていたため、プロ野球中継の雨傘番組となった場合（『三匹の侍』は翌日に遅れネット）を除いて本番組を放送しなかった[8]。
- 木曜 20:00 - 21:26 （1965年5月 - 1965年10月）
- 木曜 20:00 - 20:56 （1965年11月 - 1966年10月13日）

## 出演者

### 司会
- コロムビア・トップ・ライト

### 出演歌手
- 三橋美智也
- 村田英雄
- 榎本美佐江
- 仲宗根美樹
- 西田佐知子
- 五月みどり
- ペギー・マーチ

- 橋幸夫
- 畠山みどり
- 守屋浩
- 島倉千代子
- 日野てる子
- 都はるみ
- クール・キャッツ

- 笹みどり
- 奥村チヨ
- 有田弘二
- 加山雄三
- 園まり
- 坂本九
- 城卓矢

## 提供
当初は全商連事業団の単独提供で放送されていたが、半年後にハウス食品工業（現・ハウス食品）と三共（現・第一三共）の二社提供となった。86分に拡大してからはPT番組となり、この間は特定のスポンサーを置いていなかった。再び56分に縮小してからは、東レと内外編物（現・ナイガイ）とアデカ（旭電化＝現・ADEKA）の三社提供で放送されていた。

## 大晦日スペシャル
1964年12月31日（木曜）には、放送時間を19:30 - 20:56に拡大しての大晦日スペシャル『さよなら'64百万ドルの饗宴』を放送。この回の出演歌手は村田英雄、江利チエミ、春日八郎、西田佐知子、和田弘とマヒナスターズ、新川二郎、畠山みどり、三橋美智也、美空ひばり、橋幸夫、三波春夫、青山和子。